# Neurilemma
El neurilemma o beina de Schwann és una delicada membrana sense estructura que inclou a la mielina que en els  nodes de Ranvier s'enfonsa i es posa en contacte amb l'axó. Probablement, és el producte de la cèl·lula de Schwann (o cèl·lula de la beina de mielina) de l'axó de la neurona.
Forma la capa exterior de la fibra nerviosa en el sistema nerviós perifèric i intervé activament juntament amb el cos de la neurona en la conservació de la cèl·lula. Això és de gran importància, ja que les cèl·lules nervioses pràcticament no es reprodueixen, al contrari que la resta de cèl·lules que constitueixen els altres teixits del cos.
El neurilemma és capaç de constituir un tub de regeneració que guia el creixement d'un axó que hagi estat danyat a causa d'una lesió. 